# Silence Gives Consent
Silence Gives Consent je debutové album české rockové skupiny Positive Mind.

## Seznam skladeb
| Pořadí | Název                   | Hudba | Délka |
| ------ | ----------------------- | ----- | ----- |
| 1.     | Running from holocaust  |       |       |
| 2.     | Lack of vigilance       |       |       |
| 3.     | Justice core inside     |       |       |
| 4.     | Justical interlude      |       |       |
| 5.     | Cry for one             |       |       |
| 6.     | Coming-out of the truth |       |       |
| 7.     | Live for today          |       |       |
| 8.     | Holocaust interlude     |       |       |
| 9.     | Truth hunters´engine    |       |       |
| 10.    | Lost Kids               |       |       |
| 11.    | Lucidity Lesson         |       |       |
| 12.    | Earnest Uplift          |       |       |

## Sestava
- Lukáš "Henry" Packan – zpěv
- Petr Bárt Bártík – kytara
- Jan J. Šimon – kytara, zpěv
- David "Kopee-T" Ondřich – baskytara
- Patrick Raab – bicí

## Singly
- Justice core inside – 2011